# Caecijaera horvathi
Caecijaera horvathi är en kräftdjursart som beskrevs av Menzies 1951. Caecijaera horvathi ingår i släktet Caecijaera och familjen Janiridae. Inga underarter finns listade i Catalogue of Life.